# Новопетрівка (Бериславський район)
Новопетрі́вка — село в Україні, у Високопільській селищній громаді Бериславського району Херсонської області. Населення становить 835 осіб.

## Географія
Селом тече річка Яр Глибока Кобильня.

## Історія
12 червня 2020 року, відповідно до Розпорядження Кабінету Міністрів України від № 726-р «Про визначення адміністративних центрів та затвердження територій територіальних громад Херсонської області», увійшло до складу Високопільської селищної громади.
19 липня 2020 року, в результаті адміністративно-територіальної реформи та ліквідації  Високопільського району, увійшло до складу Бериславського району.
Село було тимчасово окуповане російськими військами 23 березня 2022 року.
4 жовтня 2022 року, в ході Контрнаступу ЗСУ на Херсонщині, село було звільнено з під російської окупації.
21 жовтня 2022 року ОК «Південь» повідомило про завершення комплекса стабілізаційних заходів у звільненному від російської окупації селі.

## Населення
Згідно з переписом УРСР 1989 року чисельність наявного населення села становила 830 осіб, з яких 392 чоловіки та 438 жінок.
За переписом населення України 2001 року в селі мешкало 835 осіб.

### Мовний склад
Рідна мова населення за даними перепису 2001 року:
| Мова       | Чисельність, осіб | Доля     |
| ---------- | ----------------- | -------- |
| Українська | 804               | 96,29 %  |
| Російська  | 30                | 3,59 %   |
| Інше       | 1                 | 0,12 %   |
| Разом      | 835               | 100,00 % |